# 34919 Імельда
34919 Імельда (34919 Imelda) — астероїд головного поясу, відкритий 24 вересня 1960 року.
Тіссеранів параметр щодо Юпітера — 3,000.